# Еран Лісс
Еран Лісс (нар. 2 липня 1975) – ізраїльський шахіст, гросмейстер від 1995 року.

## Шахова кар'єра
Перші значні успіхи припадають на кінець 1980-х років. 1988 року виграв у Тімішоарі титул чемпіона світу серед юніорів до 14 років, а в 1989 і 1993 роках двічі переміг на чемпіонаті Ізраїлю серед юніорів. 1990 року виграв другу в кар'єрі медаль чемпіонату серед юніорів, посівши в Сінгапурі 2-ге місце (позаду Костянтина Сакаєва) в категорії до 16 років. У своїй колекції має бронзову медаль чемпіонату Європи до 20 років, яку здобув у Холоні в 1995 році. 1998 року в Рамат-Авіві виграв чемпіонат Ізраїлю, перемігши Віктора Міхалевського у фіналі турніру, який проходив за олімпійською системою.
Досягнув низки успіхів на міжнародних турнірах, зокрема:
- поділив 2-ге місце в Будапешті (1993, турнір First Saturday FS10 GM, позаду Метью Садлера, разом з Дао Тх'єн Хаєм),
- поділив 1-ше місце в Будапешті (1994, турнір First Saturday FS04 GM, разом з Валерієм Беймом і Валерієм Логіновим),
- поділив 1-ше місце в Будапешті (1995, турнір First Saturday FS06 GM, разом з Дао Тх'єн Хаєм),
- поділив 2-ге місце в Копенгагені (1996, турнір Politiken Cup, позаду Віктора Корчного, разом з Борисом Гулько, Джонатаном Спілменом, Едуардасом Розенталісом, Куртом Хансеном, Джуліаном Годжсоном і Тігером Гілларпом Перссоном),
- поділив 1-ше місце на острові Мен (1997, позаду Олександра Бабуріна, разом з Марком Гебденом).

Найвищий рейтинг Ело в кар'єрі мав станом на 1 липня 1997 року, досягнувши 2540 очок ділив тоді 12-13-те місце серед ізраїльських шахістів. Починаючи з 2000 року в турнірах під егідою ФІДЕ бере участь дуже рідко.

## Зміни рейтингу
| На цьому місці має відображатися графік чи діаграма, однак з технічних причин його відображення наразі вимкнено. Будь ласка, не видаляйте код, який викликає це повідомлення. Розробники вже працюють для того, щоби відновити штатне функціонування цього графіка або діаграми. | |
| | На цьому місці має відображатися графік чи діаграма, однак з технічних причин його відображення наразі вимкнено. Будь ласка, не видаляйте код, який викликає це повідомлення. Розробники вже працюють для того, щоби відновити штатне функціонування цього графіка або діаграми. |